# Pandalus
Pandalus is een geslacht van kreeftachtigen uit de klasse van de Malacostraca (hogere kreeftachtigen).

## Soorten
- Pandalus (Parapandalus) spinicauda
- Pandalus borealis Krøyer, 1838
- Pandalus chani Komai, 1999
- Pandalus curvatus Komai, 1999
- Pandalus danae Stimpson, 1857
- Pandalus eous Makarov, 1935
- Pandalus formosanus Komai, 1999
- Pandalus goniurus Stimpson, 1860
- Pandalus gracilis Stimpson, 1860
- Pandalus gurneyi Stimpson, 1871
- Pandalus hypsinotus Brandt, 1851
- Pandalus ivanovi Komai & Eletskaya, 2008
- Pandalus jordani Rathbun, 1902
- Pandalus latirostris Rathbun, 1902
- Pandalus montagui Leach, 1814 [in Leach, 1813-1814] (Ringsprietgarnaal)
- Pandalus nipponensis Yokoya, 1933
- Pandalus platyceros Brandt, 1851
- Pandalus prensor Stimpson, 1860
- Pandalus stenolepis Rathbun, 1902
- Pandalus teraoi Kubo, 1937
- Pandalus tridens Rathbun, 1902